# Goryeosa
Goryeosa (en hangul, 고려사; en hanja, 高麗史; McCune-Reischauer, Koryŏsa), o Historia de Goryeo, es un extenso registro histórico de la dinastía Goryeo, compilado por los funcionarios del estado sucesor de Goryeo, Joseon. Su compilación comenzó durante el reinado de Taejo (monarca fundador de Joseon), se completó durante el reinado de Munjong y se imprimió por primera vez durante el reinado de Danjong. Goryeosa consta de 139 volúmenes y su estilo sigue la historiografía china (기전체; 紀傳體) (cf. crónica, 편년체; 編年體), donde las secciones se organizan según su propósito. La sección que recopila los anales de los reyes, sega (세가; 世家), narra la historia de los reyes de Goryeo. La sección monográfica, ji (지; 志), contiene relatos sobre política, economía, personal (civil y militar), geografía, astronomía y otros temas relacionados con la sociedad de Goryeo. La sección de biografías, yeoljeon (열전; 列傳), describe a funcionarios notables. La sección de cronología, yeonpyo (연표; 年表), enumera los nombres de los reyes y sus reinados. La sección de listas, mongnok (목록; 目錄), es el índice de toda la compilación. 
En 1452, un año después de finalizar la compilación de Goryeosa, Kim Chongsŏ y otros 27 historiadores escribieron un resumen complementario de Goryeosa en 35 volúmenes, Goryeosajeolyo (Fundamentos de la Historia de Goryeo). Goryeosajeolyo está escrito en orden cronológico, a diferencia de la historiografía china, que divide las secciones en temas importantes (p. ej., reyes, traidores, funcionarios notables, cronología y monografías) y, por lo tanto, tiende a la duplicación del registro del mismo evento.
La obra completa de Goryeosa, en su versión original y en traducción coreana moderna, está actualmente disponible en línea por cortesía del Instituto Nacional de Historia de Corea.